# Robert Williams (boogschutter)
Robert W. Williams (24 januari 1841 – 10 december 1914) was een Amerikaans boogschutter.
Williams was 63 jaar toen hij meedeed aan de Olympische Spelen in St. Louis (1904). Hij speelde voor de Potomac Archers, met William Thompson, Lewis Maxon en Galen Spencer, en won met het team een gouden medaille. 
In de dubbele Amerikaanse ronde en de dubbele York ronde verloor hij beide keren de strijd om goud van Phil Bryant en ging met een zilveren medaille naar huis. Zijn teamgenoot Thompson behaalde deze rondes de derde plaats.